# Passadís del carrer Isidre Forn
El Passadís del carrer Isidre Forn és una obra dels Prats de Rei (Anoia) inclosa a l'Inventari del Patrimoni Arquitectònic de Catalunya.

## Descripció
L'inici del carrer Isidre Forn que té lloc a la plaça de la vila, està format per dos arcs que prenen unitat amb el conjunt el conjunt de la plaça de la vila doncs enllacen lateralment per un dels costat dels porxos d'aquesta.
Els dos arcs, són molt irregulars i estan units per un embigat pla, servint tot el conjunt, de base a una casa construïda damunt seu.

## Història
Ha de coincidir amb els testimonis de cases d'època gòtica, molt reformades, que formen el nucli antic de la vila, essent, per tant, d'època medieval.
Aquests carrerons d'arc són típics de la zona, els veiem a Pujalt, l'Àstor ... on són d'època medieval gòtica.